# Walberswick
Walberswick – wieś w Anglii, w hrabstwie Suffolk. Leży 45 km na północny wschód od miasta Ipswich i 152 km na północny wschód od Londynu.